# Pic Amelia Earhart
Pour les articles homonymes, voir Amelia Earhart.
Le pic Amelia Earhart (en anglais : Amelia Earhart Peak) est un sommet de la Sierra Nevada, aux États-Unis. Il culmine à 3 651 mètres d'altitude dans le comté de Tuolumne, en Californie. Il est protégé par la Yosemite Wilderness, au sein du parc national de Yosemite.